# Josephine Penfield Cushman Bateham
Josephine Penfield Cushman Bateham (Alden, 1 de novembro de 1829 – Oberlin, 15 de março de 1901) foi uma reformadora social americana, editora e escritora do movimento de temperança. O Departamento de Observância do Sábado da União de Temperança Cristã Feminina (abreviação em inglês: WCTU) foi organizada na Convenção de St. Louis (Nacional) em 1884, e em Bateham, então cidade de Painesville, Ohio, sendo nomeada como primeira Superintendente e se manteve no comando do Departamento até surgirem os problemas de saúde, quando renunciou em 1896. Além disso, Bateham era um defensora da reforma social para as mulheres.

## Primeiros anos e educação
Josephine Abiah Penfield nasceu em Alden, Nova Iorque, em 1º de novembro de 1829. Seus pais se chamavam Anson e Minerva (Dayton) Penfield. Ela tinha uma irmã e quatro irmãos. Josephine era descendente de parentes da Nova Inglaterra. A qualidade da Oberlin College, o desejo de contribuir pela educação dos filhos motivaram seus pais a deixar o estado de Nova Iorque, se mudando para Oberlin, Ohio, quando Bateham tinha cinco anos. Seu pai foi morto em um acidente em 1838. Dois irmãos morreram antes de 1844, quando sua mãe se casou com o professor do Oberlin College, Henry Cowles, autor de Cowles' Bible Commentaries; ela se tornou número um do Conselho de Gerentes das Senhoras da faculdade.
Bateham se formou no Oberlin College em 1847, concluindo o curso com diploma de Bacharel em Direito.

## Carreira
Por um ano, ela deu aulas em uma escola local. Em 20 de julho de 1848, casou-se com Richard S. Cushman, emAttleboro, Massachusetts, e, posteriormente, participou de uma missão estrangeira para Saint-Marc, no Haiti. Após onze meses de serviço laborioso, Cushman morreu, incapaz de continuar a nova missão sozinho. Josephine renunciou ao trabalho e voltou para casa, viúva aos dezenove anos de idade.
Ela voltou para Oberlin e deu aulas por um curto período de tempo no Oberlin College. Em 27 de setembro de 1850, ela se casou com Michael Boyd Bateham (1813–1880), chefe do Conselho de Agricultura do Estado de Ohio. Ele também foi o fundador, editor e editor do Ohio Cultivator em Columbus, Ohio. Eles moraram em Colombo por quatorze anos, passando parte de seus verões em viagens pela Europa e Estados Unidos. Tendo anteriormente contribuído para o Oberlin Evangelist, Bateham tornou-se o editora do departamento intitulado Cultivator's ladies, enquanto Frances Dana Barker Gage era um editor associado. Bateman escreveu artigos sobre roupa, educação, exercício, jardinagem, saúde, limpeza, paz e direitos da mulher. Ela continuou a contribuir para o Ohio Cultivator depois que seu marido o vendeu em 1855; unificando-se com o Ohio Farmer em 1864.
O senhor e senhora Bateham participaram da Ohio State Peace Society e foram convidados para o Congresso Internacional da Paz de 1851, realizado em Londres. Sempre destacada na igreja e no trabalho como reformista, ela também é conhecida por suas obras além de sua casa ser um local importante para ouvir as pessoas.
Em 1864, eles se mudaram para Painesville, Ohio, por motivos da saúde do senhor Bateham, onde administravam uma fazenda de frutas. Lá, por dezesseis anos, a senhora Bateham dedicou-se pelo crescimento de sua família, aos seus projetos, assim como, ao trabalho missionário e de temperança e seu marido sempre incentivando seus esforços literários e das reformas.
Depois que ela ficou viúva, ela fez o trabalho de ambos os pais. Uma criança, de doze anos, morreu.
Na abertura da Women's Temperance Crusade em Ohio, em 1874, Bateham tornou-se a líder da banda da cruzada de Painesville e, mais tarde, uma das líderes da WCTU Estadual. A partir de 1884, Bateham trabalhou como superintendente nacional do Departamento da WCTU para a Supressão da Profanação do Sábado, e sua filha mais velha, Minerva Dayton Bateham, foi sua secretária até sua morte, em 1885, após dezoito anos de invalidez. A pedido de Bateham, o nome foi alterado para "Departamento de Observância do Sábado". Em 1896, devido a problemas de saúde, Bateham foi forçada a recusar essa mudança.
Bateham mudou-se para Asheville, na Carolina do Norte, em 1890, onde dedicou seu tempo ao trabalho da WCTU. Naquele ano, ela viajou 16,000 mi (26,000 km), em quase todos os estados e territórios dos EUA e pelas ilhas havaianas, ministrando cerca de 300 palestras. Ela escreveu muitos folhetos sobre as questões do sábado, dos quais enviava mais de um milhão de páginas todos os anos. Ela era uma líder natural, organizadora, escritora e palestrante. Em nome da "combinação domingo-lei" nos Estados Unidos, Bateham pediu ao Congresso para incorporar o dogma da ociosidade dominical em um estatuto federal.

## Vida pessoal

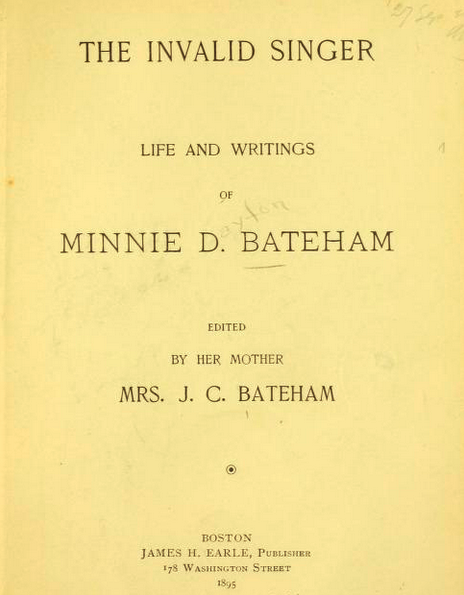
Manual de Observância do Sábado, obra de Josephine de 1892

De 1892 a 1897, ela morou em Williamsburg, Kentucky com a filha Sarah. Em 1897, mudou-se para Norwalk, Ohio, onde as outras duas filhas construíram suas casas.
O casal Batehams tiveram sete filhos: Anson, Minerva (Minnie), Josephine, Lizzie, Sarah, Henry e Charles. Na religião, a Sra. Bateham pertencia à igreja Congregacional antes de se tornar um presbiteriano.
Josephine Penfield Cushman Bateham morreu em Oberlin, 15 de março de 1901, e foi enterrada em Painesville.

## Obras publicadas

### Livros
- Manual de Observância do Sábado (1892)

### Hinos
- "Vamos todos nos levantar juntos"[10]

### Volumes editados
- The invalid singer; vida e obras de Minnie D. Bateham (1895)